# Tjalling van den Bosch
Tjalling van den Bosch, pseudonim Charlie (ur. 28 czerwca 1958) – holenderski trójboista siłowy, zawodnik Highland games i strongman.
Mistrz Holandii Strongman w 1989.

## Życiorys
Tjalling van den Bosch wziął udział w indywidualnych Mistrzostwach Świata Strongman tylko raz, w 1990. Był zaproszony na kolejne mistrzostwa w 1991, jednak musiał wycofać się z powodu kontuzji.
Wymiary:
- wzrost 192 cm
- waga 135–140 kg
- biceps 51 cm
- klatka piersiowa 140 cm

## Osiągnięcia strongman
- 1987
  - 9. miejsce – Mistrzostwa Europy Strongman 1987 (kontuzjowany)
- 1988
  - 4. miejsce – Mistrzostwa Europy Strongman 1988
- 1989
  - 1. miejsce – Mistrzostwa Holandii Strongman
  - 5. miejsce – Mistrzostwa Europy Strongman 1989
- 1990
  - 7. miejsce – Mistrzostwa Świata Strongman 1990
- 1994
  - 7. miejsce – Mistrzostwa Holandii Strongman